# Dolní Lhota (Stráž nad Nežárkou)
Dolní Lhota (německy Nieder Schlagles) je vesnice, část města Stráž nad Nežárkou v okrese Jindřichův Hradec v Jihočeském kraji. Nachází se tři kilometry východně od Stráže nad Nežárkou. Prochází jí silnice I/34. Dolní Lhota leží v katastrálním území Dolní Lhota u Stráže nad Nežárkou o rozloze 26,56 km².

## Historie
První písemná zmínka o vesnici pochází z roku 1340.

## Přírodní poměry
Jihovýchodně od vesnice se nachází přírodní rezervace Fabián. Do jihozápadní části katastrálního území zasahuje malá část přírodní rezervace Losí blato u Mirochova a podél hranice s Rakouskem se zde nachází část přírodní památky Koštěnický potok.

## Obyvatelstvo
| Rok            | 1869 | 1880 | 1890 | 1900 | 1910 | 1921 | 1930 | 1950 | 1961 | 1970 | 1980 | 1991 | 2001 | 2011 | 2021 |
| -------------- | ---- | ---- | ---- | ---- | ---- | ---- | ---- | ---- | ---- | ---- | ---- | ---- | ---- | ---- | ---- |
| Počet obyvatel | 301  | 282  | 346  | 352  | 360  | 327  | 344  | 238  | 262  | 233  | 150  | 120  | 101  | 120  | 120  |
| Počet domů     | 37   | 40   | 38   | 41   | 48   | 50   | 70   | 73   | 70   | 65   | 59   | 77   | 77   | 83   | 86   |

## Obecní správa
Při sčítání lidu v letech 1850–1889 Dolní Lhota byla osadou obce Lásenice v okrese Jindřichův Hradec. V letech 1890–1974 byla samostatnou obcí v okrese Jindřichův Hradec. Od 1. ledna 1975 je částí města Stráž nad Nežárkou v okrese Jindřichův Hradec. V letech 1961–1974 k obci patřily Dvorce.

## Další fotografie

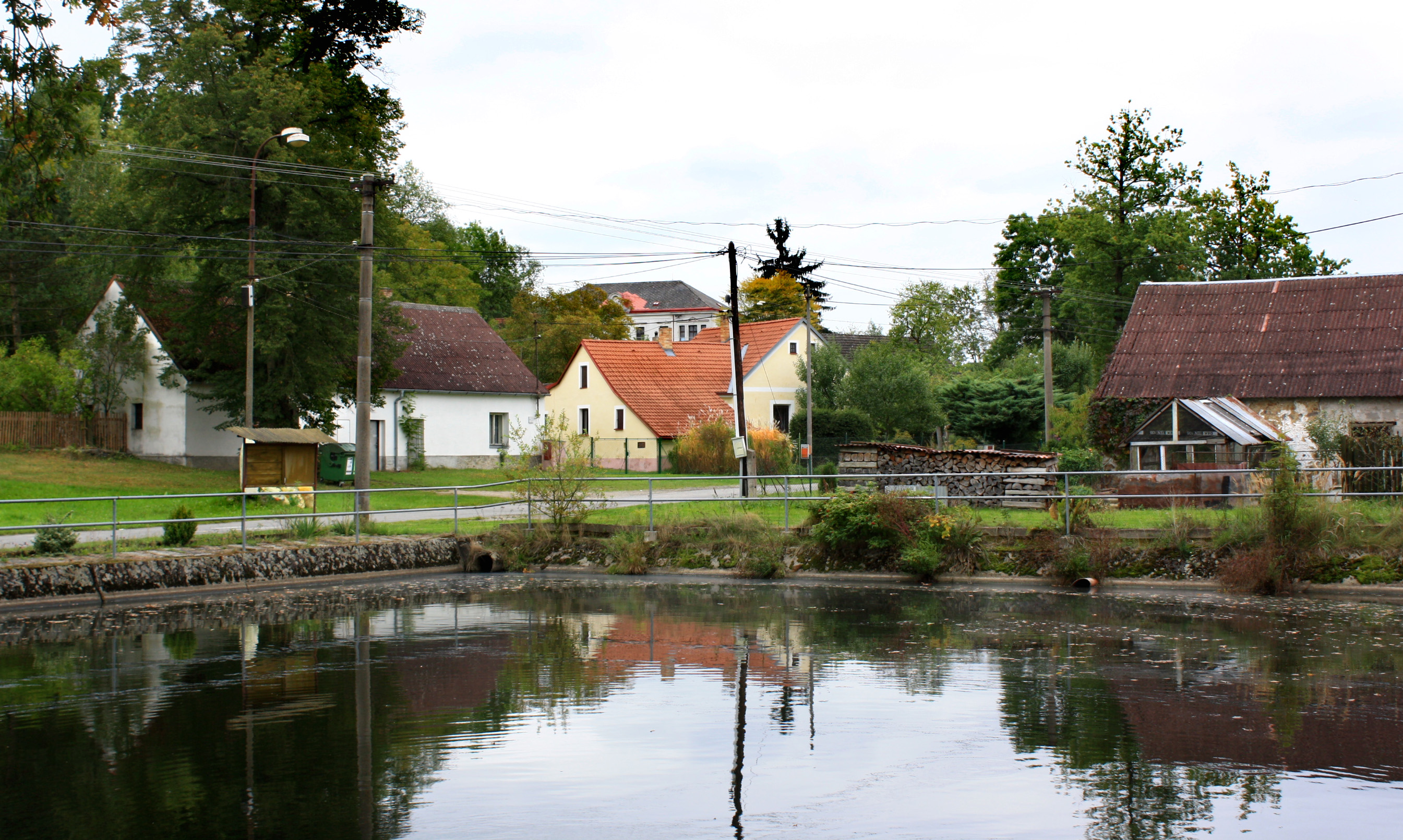
Rybník na návsi
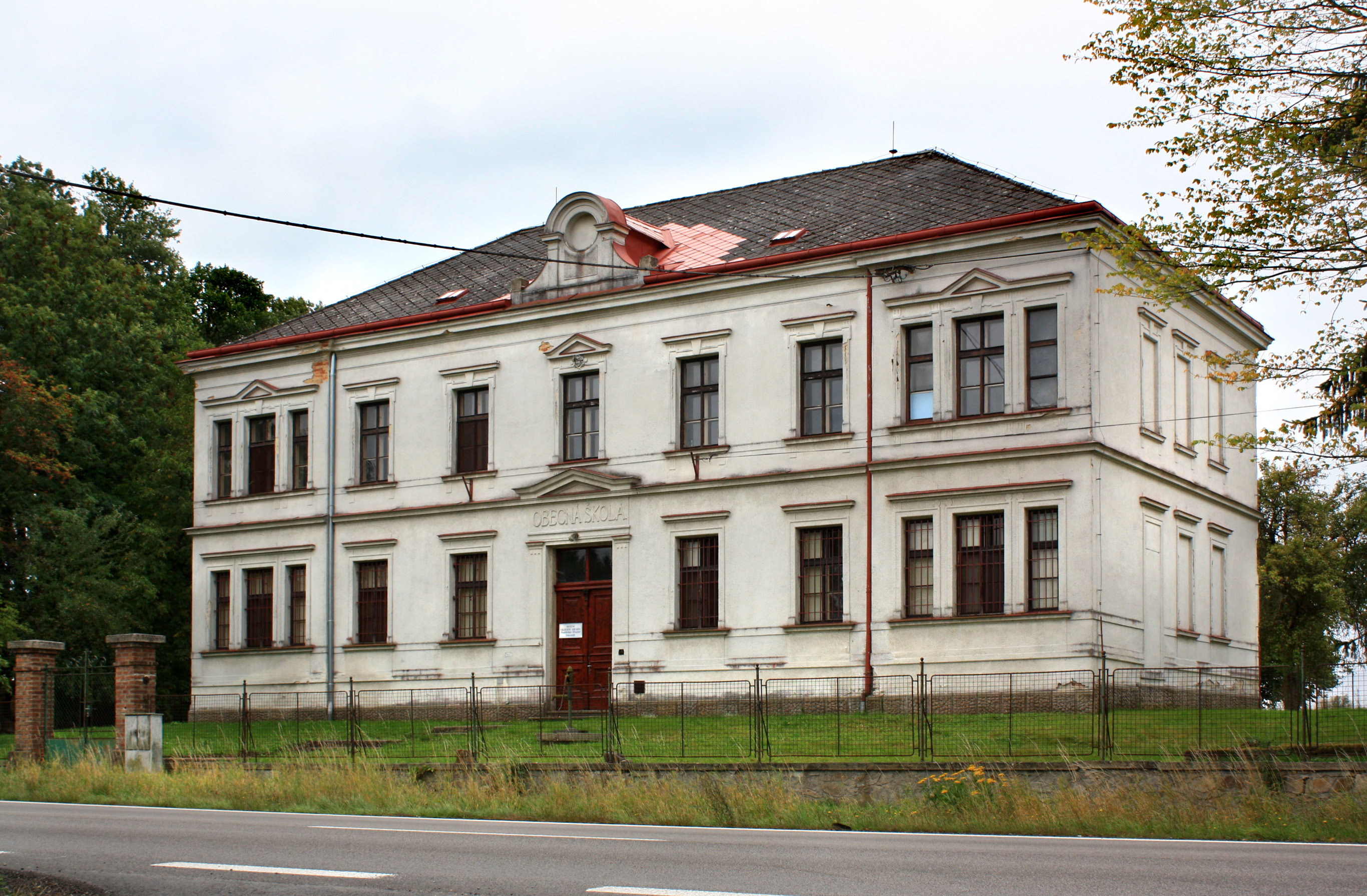
Bývalá škola, nyní depozitář okresního archivu
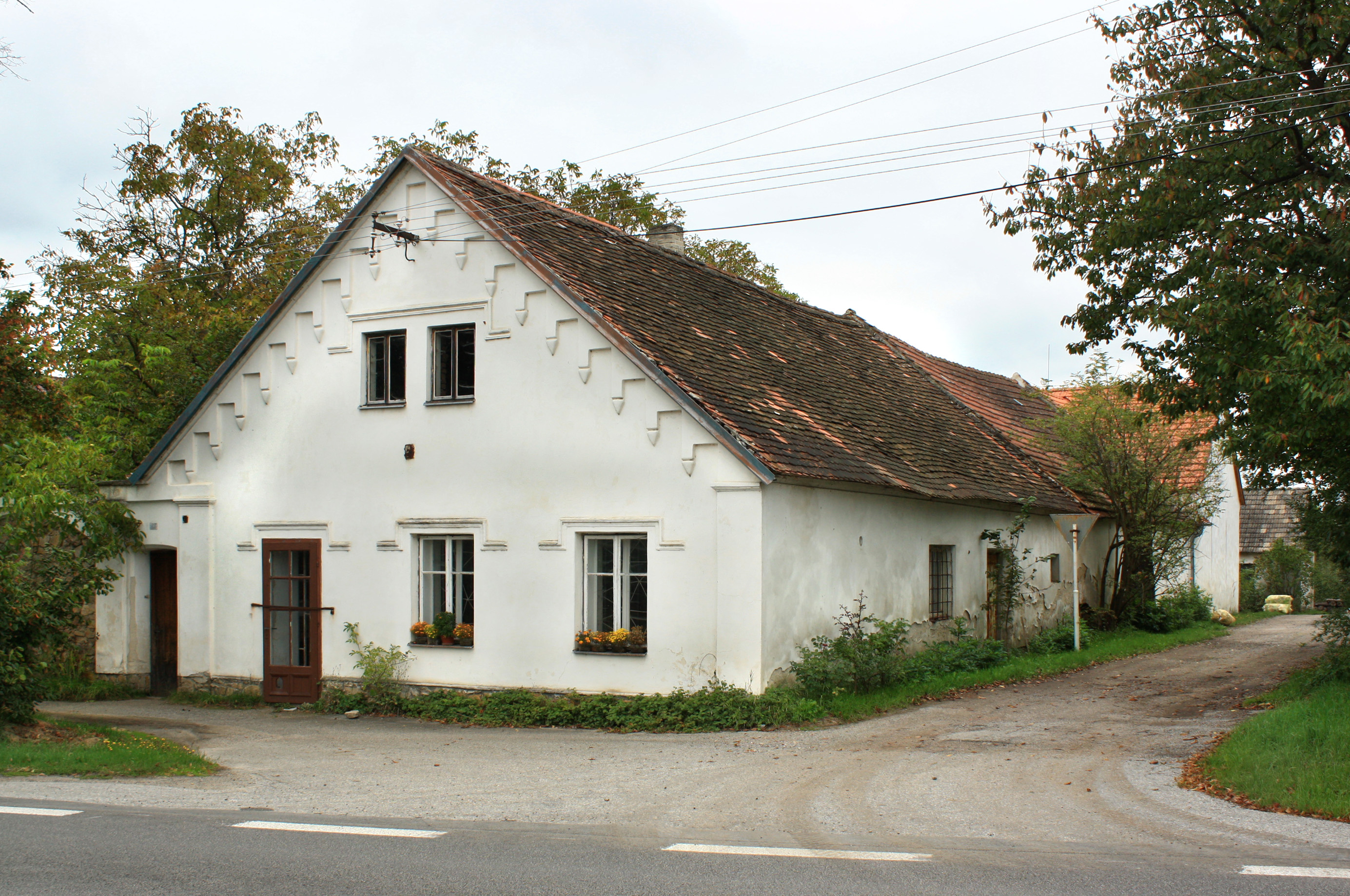
Památkově chráněný statek u hlavní silnice